# Castillo y conjunto monumental de Játiva
El castillo de Játiva (en valenciano, Castell de Xàtiva) es una doble fortaleza situada mirando a la sierra Vernisa sobre la ciudad de Játiva (Valencia, España).
Esta doble fortaleza aparece en el escudo de Játiva que tiene como elemento central una torre de la que parten dos brazos amurallados que acaban en un castillo cada uno que representan los dos castillos de Játiva. Su estilo arquitectónico es el gótico valenciano. El castillo de la izquierda recibe el nombre de «Castillo Menor», mientras que el castillo de la derecha recibe el nombre de «Castillo Mayor».

## Historia

### Orígenes
Esta fortificación tiene sus orígenes en una construcción ibérica que aprovechaba una de las partes más altas de la montaña en este punto (Castillo Menor). Los romanos, posteriormente, al conquistarla, añadieron en el otro punto elevado que presentaba la montaña una segunda fortaleza que se comunicaba con la anterior (Castillo Mayor). Ambas fueron reformadas por los árabes, que además ensancharon la muralla, hasta hacerla coincidir prácticamente con la actualmente conocida. Después, con mayores o menores reformas, estas murallas y el castillo afrontaron la conquista de Jaime I, la rebelión de las Germanías y la guerra de Sucesión, pero la base del conjunto arquitectónico fue esta.

### Prisión de Estado
Después de la conquista de Jaime I y la creación del Reino de Valencia el castillo cumplió la función no solamente de defender la ciudad sino de prisión de Estado de la Corona de Aragón. Así entre otros prisioneros célebres allí estuvieran: los infantes Alfonso y Fernando de la Cerda, nietos de Alfonso X el Sabio; Jaime de Aragón, conde de Urgel; Maroto Ugolen, comendador de la Orden de San Juan; el marqués de Oristán; Martín Díez de Aux, Justicia de Aragón; Pere Quixal, abad de Poblet; Didac de Borja, hermano de Francisco de Borja y de Fernando de Aragón, duque de Calabria.

### Características e importancia estratégica

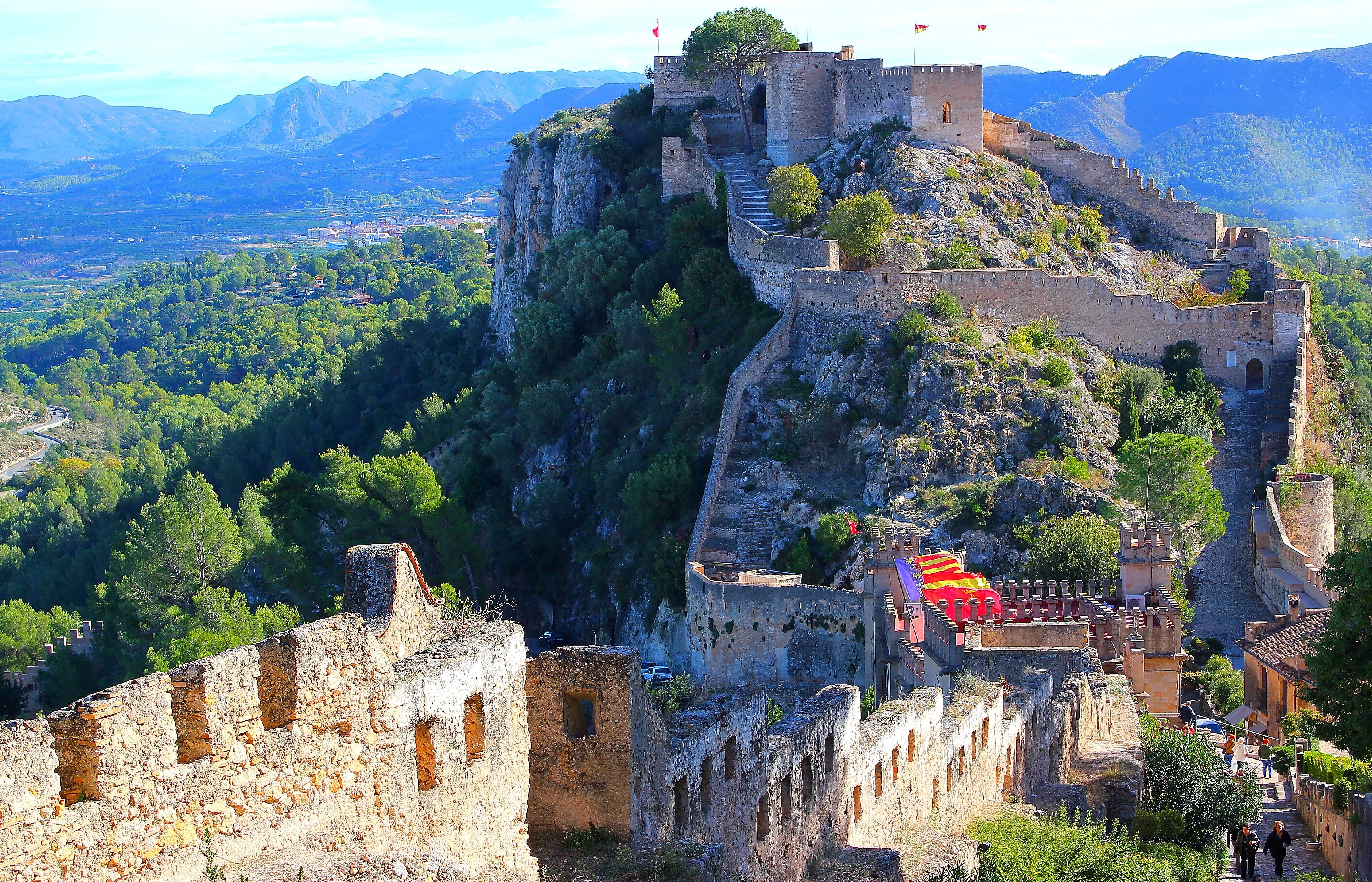
Vista del castillo.

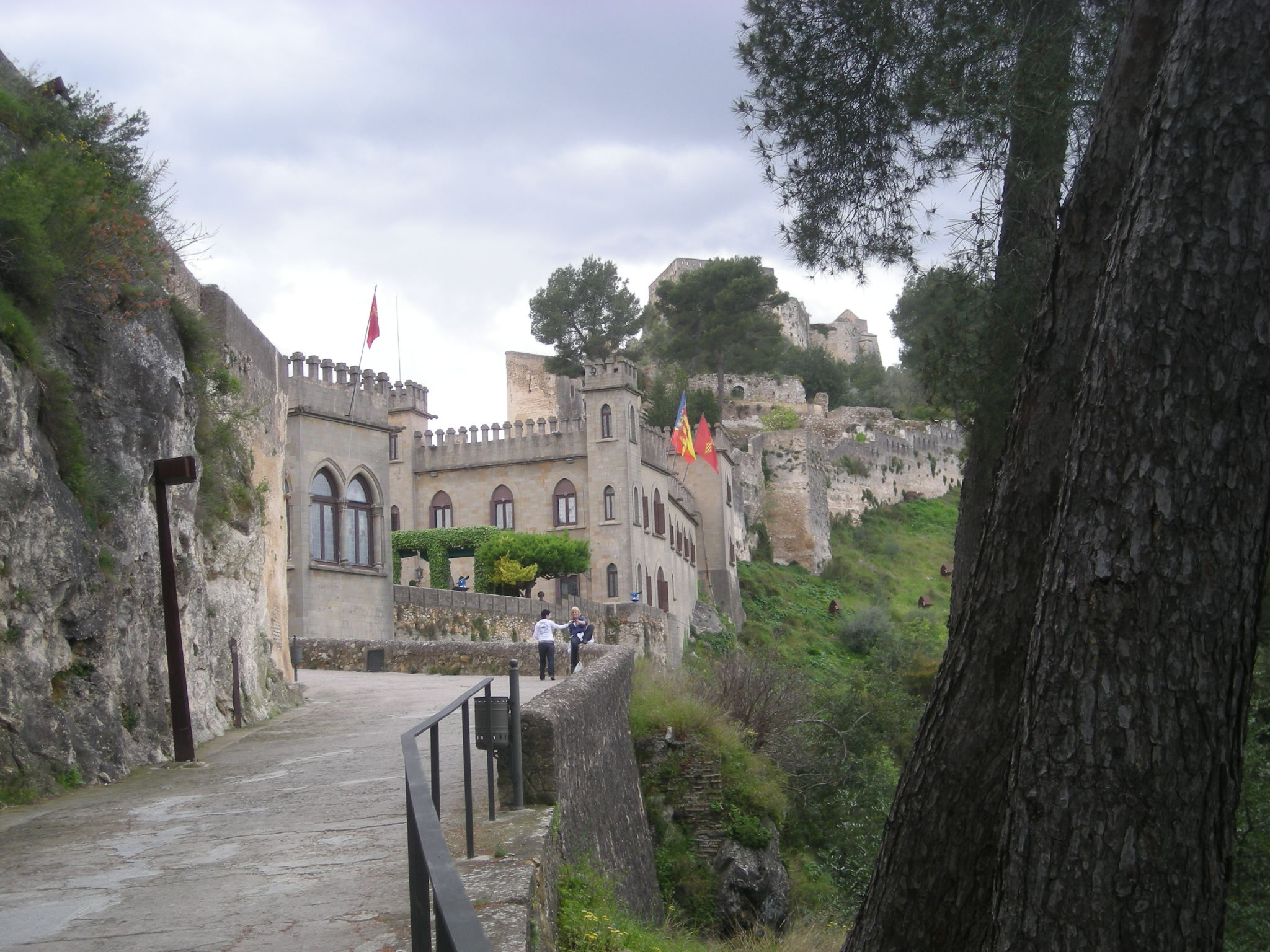
Entrada al castillo.

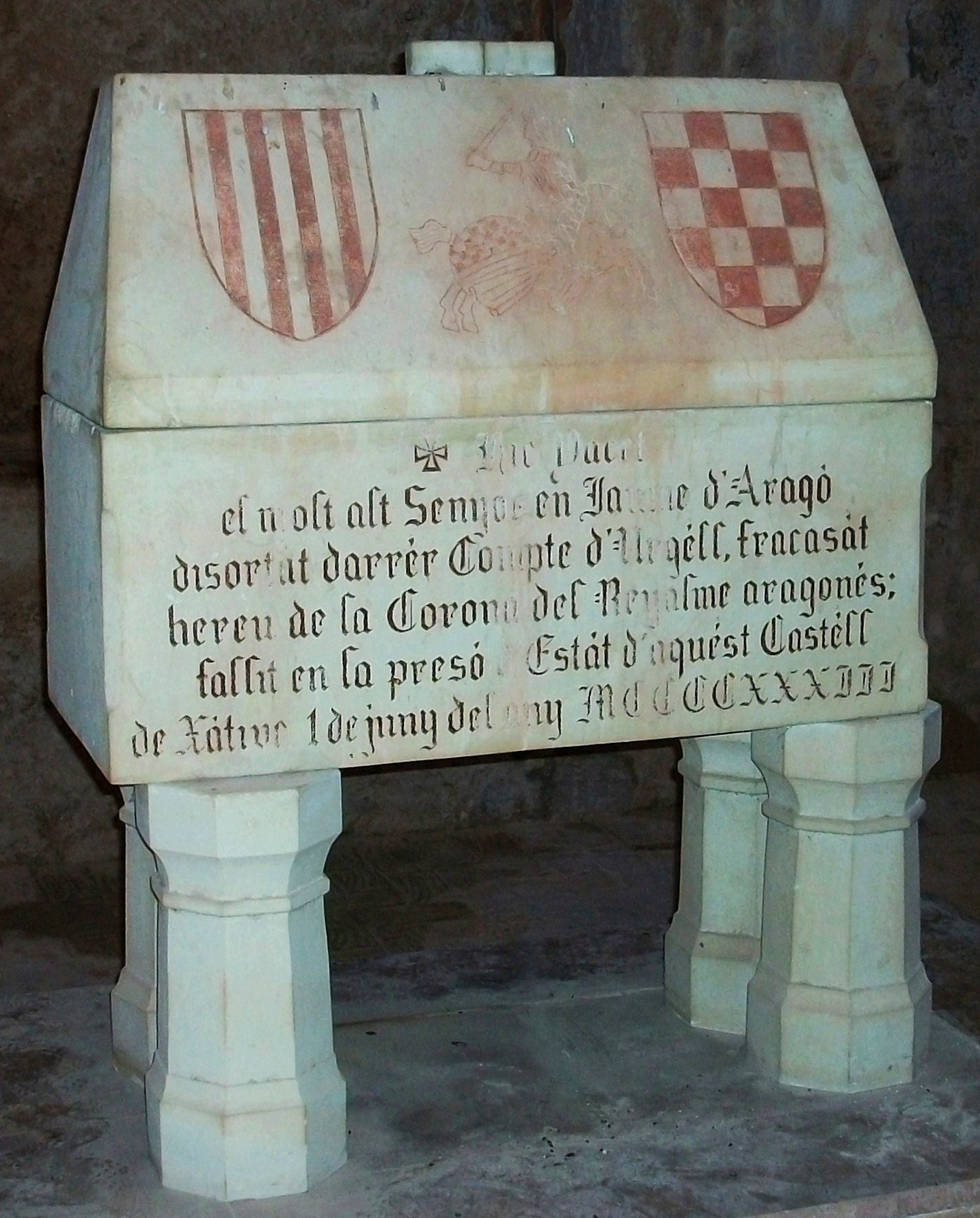
Sarcófago de Jaime II, conde de Urgel en el interior del castillo.

Durante casi toda la existencia del Reino de Valencia, el Castillo de Játiva y la misma ciudad fueron una plaza muy importante para este. El motivo era que Játiva era la entrada natural desde el Reino de Castilla y, por lo tanto, era un punto clave en el control del reino. Si bien es cierto que con la unificación de las coronas hispánicas (que no de los reinos), este papel disminuyó de importancia, el hecho de que continuara siendo una prisión de Estado durante el siglo XVI y que Játiva era la capital de la Gobernación allende el Júcar y la segunda ciudad del Reino, hicieron que el Castillo continuara jugando un papel importante hasta la guerra de Sucesión.
Durante casi todo este tiempo se la consideró una de las mejores fortalezas no solo de la Corona de Aragón, sino de toda la península. Así, en una confrontación convencional y con una buena guarnición y provisiones, resultaba inexpugnable. Por un lado, el que da a Bixquert, es decir, en el interior montañoso de Valencia, desde donde era difícil que viniera un ataque, los dos castillos de Játiva estaban protegidos por los acantilados de la sierra Vernisa, mientras que por el otro, los atacantes debían superar el juego de murallas: en primer lugar una muralla principal que protegía toda la ciudad, y en segundo lugar varias murallas secundarias. Superado eso, quedaba la dificultad de entrar en la fortaleza, ya que, al tratarse de dos castillos y no de uno, los defensores podían retirarse al segundo si veían perdido el primero.

### Decadencia
La decadencia del Castillo de Játiva llegó con la guerra de Sucesión, ya que durante este conflicto se utilizó artillería pesada capaz de echar a perder en poco tiempo las anticuadas murallas que defendían la ciudad. Consciente de eso, el general de las tropas austriacistas de Valencia Juan Bautista Basset, en su carácter de ingeniero y artillero, reforzó todas defensas de Játiva y especialmente el castillo. De hecho aún se conserva una torre en el castillo conocida como «Garita Basset». Su esfuerzo le sirvió por salir con éxito de un primer asedio a Játiva en mayo de 1706 conducido por el conde de las Torres de Alcorrín, pero al año siguiente, ya sin Basset y ante una artillería más pesada, las murallas de la ciudad fueron asaltadas en dos puntos y el castillo sufrió muchos daños. Pese a ello, las tropas de Asfeld, que provenían de la victoria en la batalla de Almansa no pudieran llegar hasta el castillo a causa de su carácter elevado y se dedicaran a bombardearlo. Tras aproximadamente un mes de asedio, el castillo se rindió después de que la guarnición mayoritariamente inglesa, en oposición a las intenciones de catalanes y maulets, pactó con el ejército francés la salida el 12 de junio de 1707. Posteriormente, en la guerra de la Independencia Española, el castillo fue utilizado; la fortaleza entró en decadencia a causa del exterminio de Játiva y de un terremoto registrado el año de 1748.

### SiglosXXyXXI

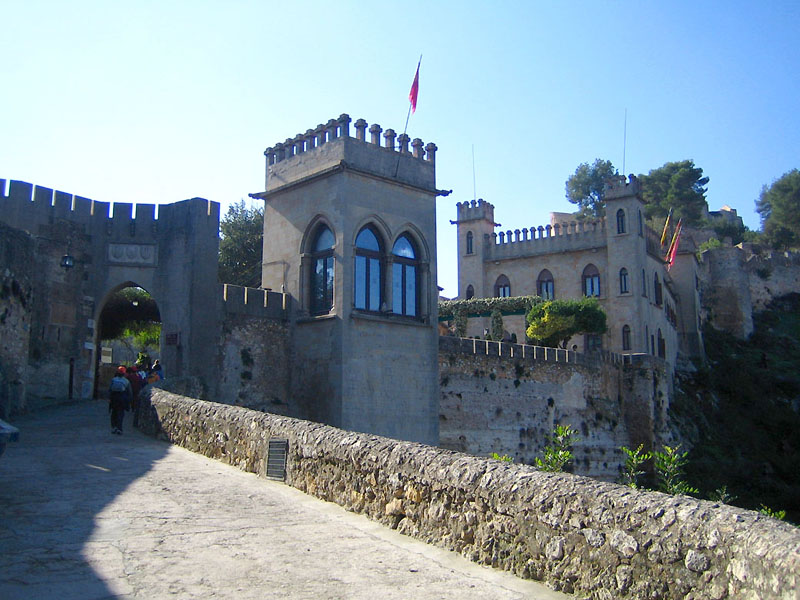

Ya en el siglo XX, el castillo pasa a manos de Gregorio Molina, que había hecho fortuna con la fabricación de papel, industria tradicional en Játiva. El resultado fue la construcción del conjunto neogótico que ocupa la parte central del castillo y que aparece a la fotografía adjunta. Este conjunto vino a constituir un tercer castillo que se añadía a los otros dos. Más tarde, el castillo fue adquirido por la Caja de Ahorros Valencia (actual Fundación Bancaja) y esta se la vendió a la Generalidad.
Actualmente, el castillo es patrimonio de todos los valencianos, y es gestionado por el Ayuntamiento de Játiva. Si bien en la entrada principal ondean las banderas oficiales, arriba de los dos castillos, solo se encuentra la Señera de Játiva.